# Walter-Gropius-Haus (Hansaviertel, Berlin)

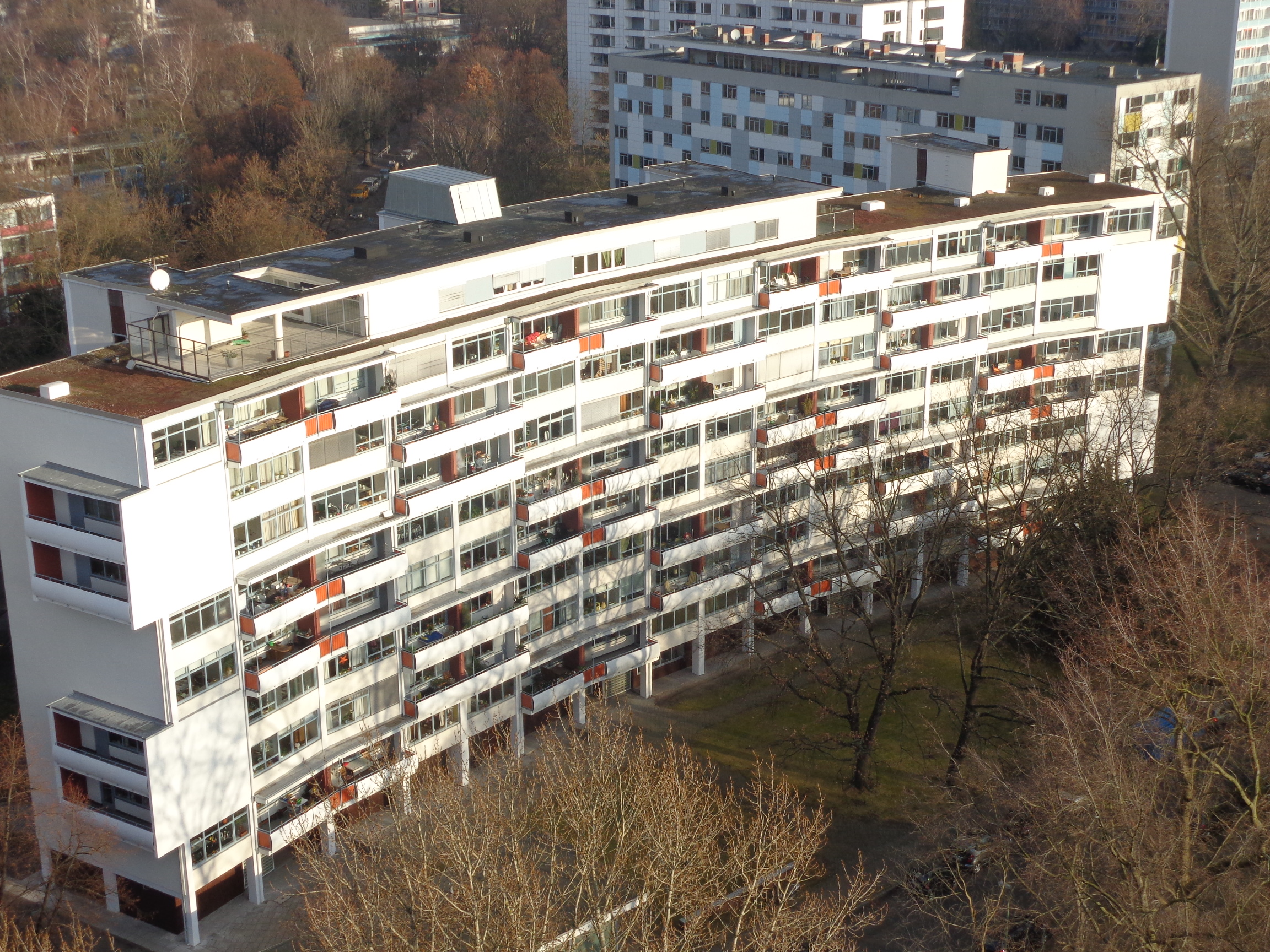
Internationale Bauausstellung: Beitrag der USA von Walter Gropius / The Architects Collaborative (TAC) und Wils Ebert

Das Walter-Gropius-Haus ist ein Wohngebäude mit neun Stockwerken und 66 Eigentumswohnungen an der Händelallee 1–9 im Berliner Ortsteil Hansaviertel am Großen Tiergarten (Bezirk Mitte). Es wurde von Walter Gropius / The Architects Collaborative (TAC) (Cambridge, Massachusetts, USA) in Zusammenarbeit mit Wils Ebert, Berlin, anlässlich der ersten Internationalen Bauausstellung („Interbau“) 1957 entworfen. Es wurde 1980 unter Denkmalschutz gestellt.

## Allgemeines
Das Walter-Gropius-Haus gehört zu den 35 realisierten Objekten der Internationalen Bauausstellung (Interbau) 1957. Die beteiligten Architekten waren ausschließlich Vertreter der dem Neuen Bauen verpflichteten Richtung, darunter Alvar Aalto, Egon Eiermann, Walter Gropius, Arne Jacobsen, Wassili Luckhardt, Oscar Niemeyer, Sep Ruf, Max Taut und Le Corbusier u. a. Es ist – neben der Kongresshalle von Hugh Stubbins – der zweite Beitrag eines US-amerikanischen Architekturbüros zur Interbau 1957.
Charakteristisch für das Walter-Gropius-Haus ist der nach Süden geöffnete, konkav gekrümmte Baukörper mit einer plastisch komplex durchgliederten Fassade und markant strukturierten Schmalseiten. Die Wohnungen sind über vier separate Eingänge mit turmartigen Treppenhaus- und Aufzugschächten erschlossen.

## Architektur

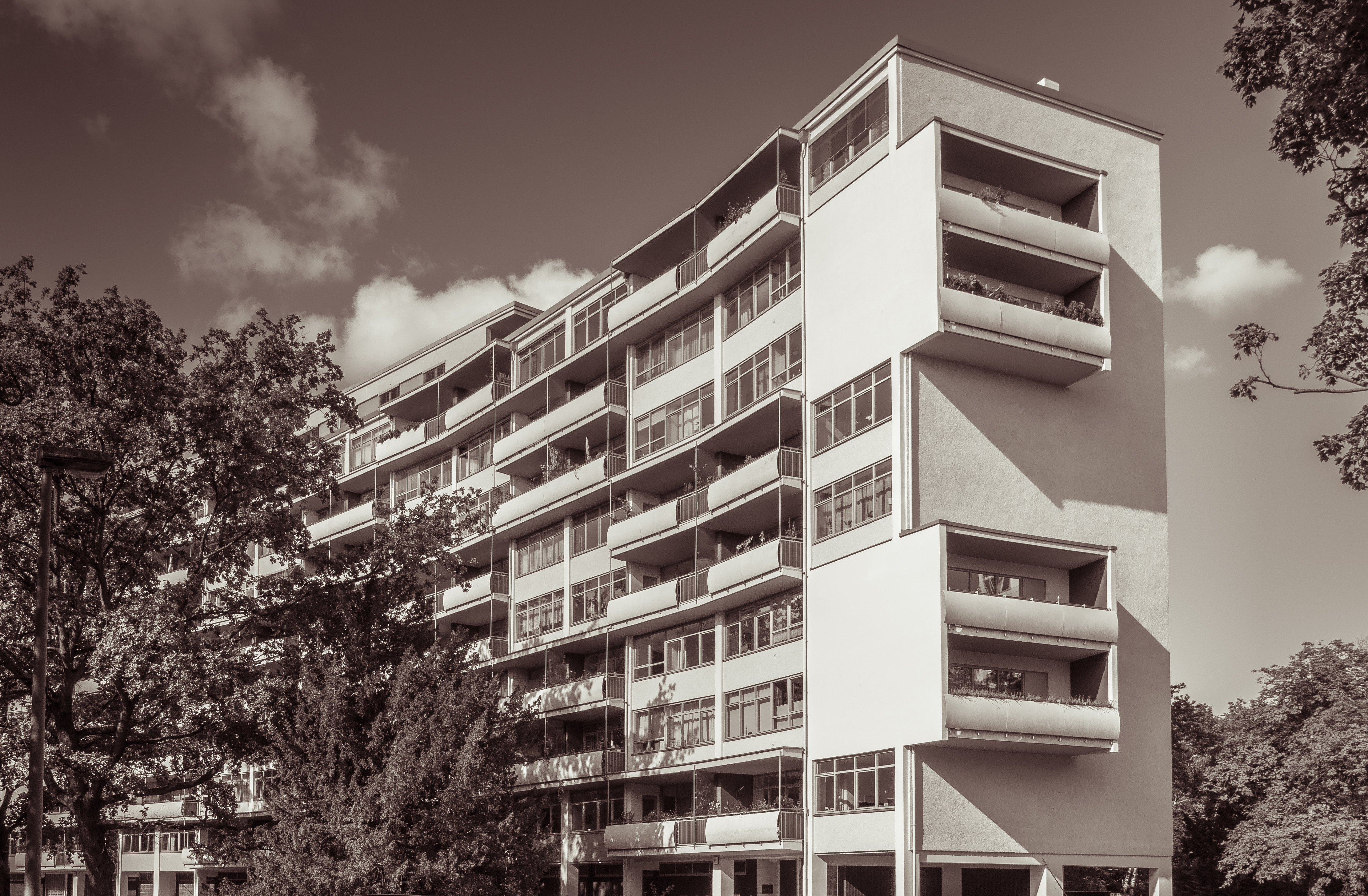
Blick von der Händelallee, 2019

Die Südfassade des Baukörpers zeigt neben seiner charakteristischen konkaven Krümmung eine reich differenzierte Gliederung. Sie entfaltet durch die grafische Anordnung der vorspringenden Balkone, mit weißen, segelartig gewölbten Brüstungen sowie farbigen, gläsernen Brüstungselementen eine lebhafte, dekorative Wirkung. Sie steht in starkem Kontrast zur formalen und funktionalen Strenge der Wohnbauprojekte, die Walter Gropius vor dem Zweiten Weltkrieg verwirklichte. Die ansonsten weitgehend identischen Grundrisse der Dreieinhalbzimmer-Wohnungen unterscheiden sich hauptsächlich durch die Lage der Balkone, die in Vierergruppen zusammengefasst sind und so im Wechsel mit den Fenster- und Putzflächen ein Schachbrettmuster erzeugen. Eine weitere Besonderheit ist die Gestaltung der Schmalseiten: Während Zeilenbauten in der Regel fensterlose Schmalseiten aufweisen, hat Gropius jeweils vier Wohnungen an den beiden Enden des Baukörpers in die östliche, bzw. westliche Richtung gedreht. Diese acht „gedrehten“ Wohnungen mit ihren vorspringenden Loggien verleihen dem Baukörper eine markante Seitenansicht und beleben auch die Hauptansicht durch ihre die in Edelkratzputz ausgeführten Flanken. Die Untersichten der Balkone wurden zartblau gefasst, die seitlichen, nebeneinander liegenden Balkone trennenden Mauervorsprünge sind ziegelrot, der Gebäudeüberstand der östlichen Schmalseite durch eine altroséfarbene Untersicht betont. Die vier Eingangstüren sind in leuchtendem Rot, Gelb, Blau und Grün gehalten. Die nach Norden weisende Ansicht ist durch die vier turmartigen Treppenhaus- und Aufzugschächte geprägt. Die Nordseite ist weniger farbig gestaltet als durch die südliche Hauptansicht, weist aber subtil differenzierte Oberflächen auf: Die Höhe der vier Treppenhaustürme wird durch vertikale Rillen auf der glatt verputzten, weiß abgesetzten Stirnseite betont. Sie liegen teils innerhalb, teils außerhalb des Baukörpers und enthielten ursprünglich auch Müllabwurfschächte. Das Erdgeschoss ist ringsum mit kräftig vertikalen gerillten, mattbraunen Keramikfliesen verkleidet. Im Inneren der Treppenhäuser sind die seitlichen Wände durch Ziegelriemchen verblendet, die Stirnseiten in kräftig gelb gestrichenem Putz betont. Die Vestibüle der vier Eingänge werden durch Glasbausteine belichtet und mit verschiedenfarbigen Keramikfliesen individualisiert. Seitlich neben den Hauseingängen befindet sich je ein Abstellraum für Fahrräder. Im zurückgesetzten Dachgeschoss befinden sich zwei Penthouse-Wohnungen mit großen Dachterrassen.
Da das Haus als Betonskelettbau ausgeführt wurde, verfügen die Wohnungen über nur wenige tragende Wände, sodass zum Wohnraum offene Küchen und/oder ein zu beiden Fassadenseiten durchgehender Wohnraum geschaffen werden können. Die Wohnungstüren sind zum Teil deckenhoch und mit Aluminiumgriffen ausgestattet. Ursprünglich sollten alle Fenster als filigrane Stahlrahmenkonstruktionen ausgeführt werden. Da Stahlrahmen das Budget gesprengt hätten, wich Gropius auf Holzfenster aus, deren Rahmen stahlfarben lackiert wurden. Um die gewünschte filigrane Wirkung zu retten, wurden die Holzrahmen der nach Süden weisenden Fenster verschlankt, indem Drehflügelfenster mit fest verbauten Scheiben kombiniert wurden. Das Haus wurde nicht unterkellert. Abstellräume und Waschküchen befinden sich im Erdgeschoss. Die Grundrisse der Wohnungen basieren auf Gropius’ Beitrag zur Großsiedlung Siemensstadt von 1929/1930. Nach Norden gehen zwei Schlafräume und ein dazwischen liegendes Bad, nach Süden ein Wohnzimmer und ein weiteres Schlafzimmer mit dazwischen liegender Küche.

## Geschichte

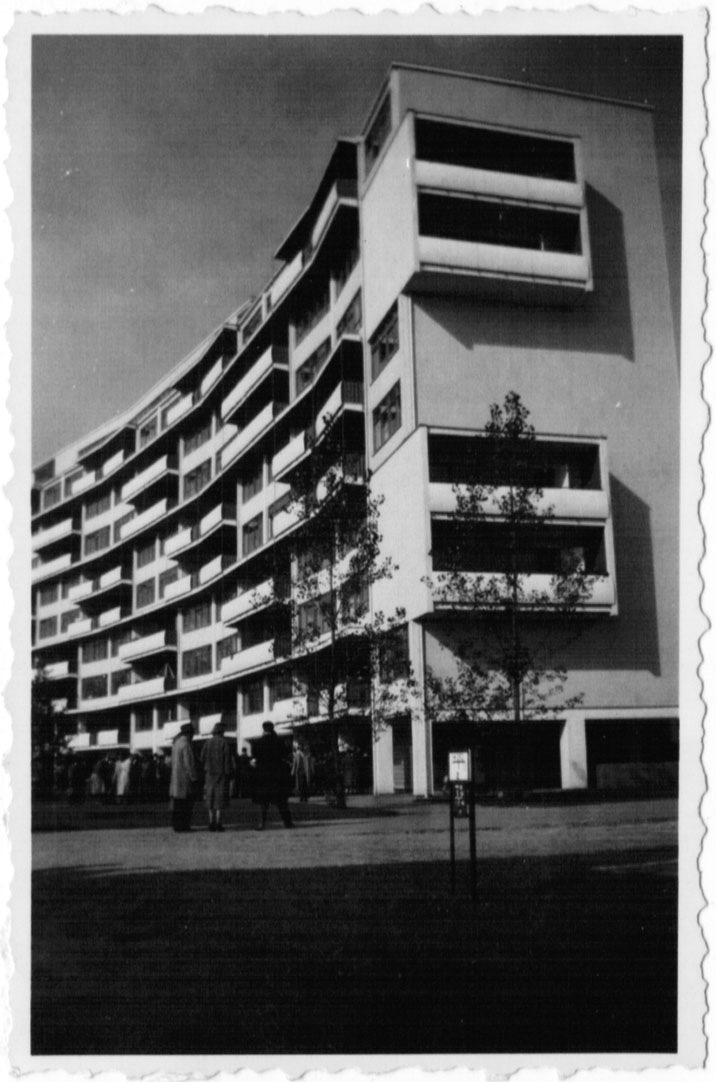
Das Gebäude im Jahr 1957

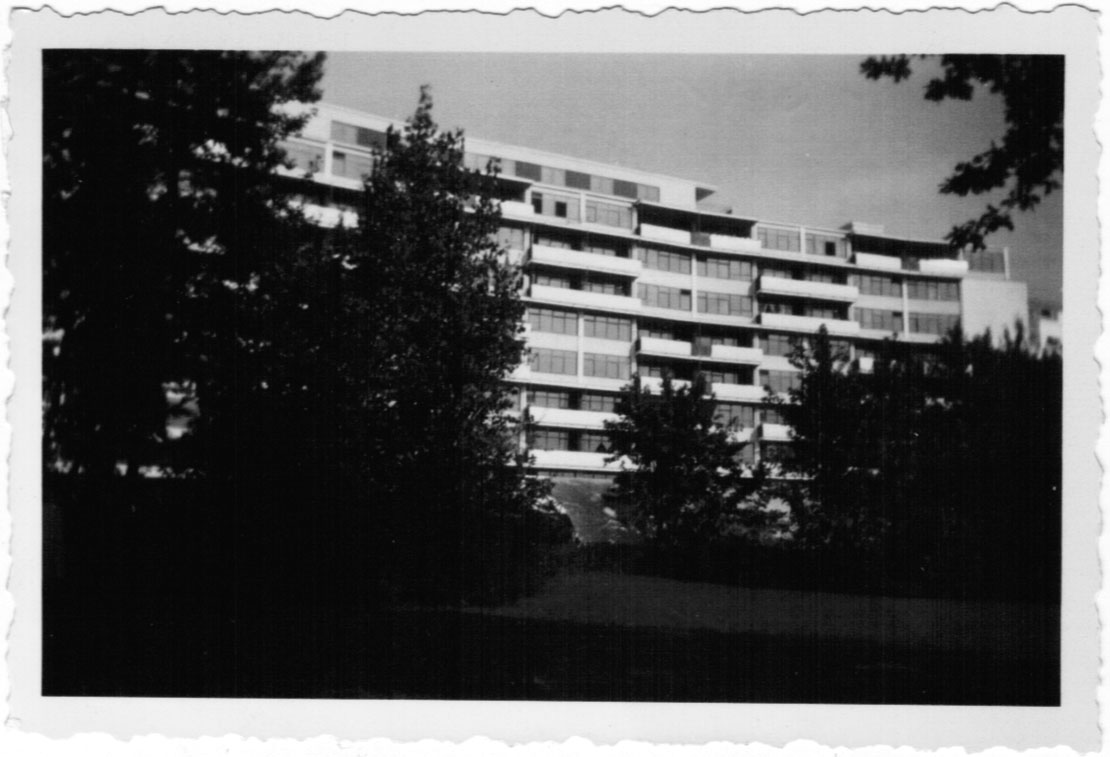
Weitere Ansicht von 1957

Die Veranstalter der Interbau schrieben für die Ausführung der Bauten keinen Architekturwettbewerb aus, sondern setzten auf den Glanz international renommierter „Superstars“, die eine Einladung zur Mitwirkung erhielten. Als Orientierung dienten den Architekten ein städtebaulicher Entwurf von Gerhard Jobst und Willy Kreuer, der eine „zwanglose“ und „in freier Natürlichkeit“ komponierte Anordnung der Baukörper vorsah, sowie Leitworte des Aachener Professors Erich Kühn: „leicht – heiter – wohnlich – festlich – farbig – strahlend – geborgen“. Diese Leitideen wurden von Walter Gropius praktisch wortwörtlich in Architektur übersetzt und repräsentierten sie in überzeugender und visuell attraktiver Weise. Aus diesem Grund, und auch allgemein wegen der Zugkraft des Namens Gropius wurde das Bauwerk als Publikumsmagnet unweit des südwestlichen Haupteingangs der Interbau positioniert.
Auch der ursprüngliche städtebauliche Entwurf des gesamten Hansaviertels von Jobst und Keuer geht auf eine – wenn auch unabsichtliche – Inspiration durch Walter Gropius zurück: Eine Veröffentlichung des Lageplans der Arbeiterstadt „Aluminium City“ in New Kensington, Pennsylvania von Walter Gropius und Marcel Breuer zeigt eine scheinbar ungeordnet verstreute Anordnung der Gebäude. Dieser Plan wurde von Jobst und Keuer als „abstrakte Figur“ und Ausdruck einer „freien Komposition“ interpretiert. Da im Lageplan der „Aluminium City“ topografische Angaben fehlten, war für sie nicht erkennbar, dass Gropius und Breuer die Gebäude durchaus nicht völlig „frei“, sondern auf hügeligem Gelände entlang eines Taleinschnitts arrangierten.
Die Fassaden und außenliegende Teile des Tragwerks wurden in den Jahren 2013–2015 umfassend denkmalgerecht saniert, 2019 wurden die Treppenaufgänge unter Aufsicht des Denkmalschutzes in den Originalfarben (Hellblau, Grau, Rosa und Dunkelrot) renoviert.
Das Walter-Gropius-Haus befand sich bei seiner Errichtung in Familienbesitz. Ende der 1980er Jahre wurde es in Eigentumswohnungen aufgeteilt.

## Grünflächen
Die Grünflächen des gesamten Hansaviertels wurden im Rahmen der Interbau als zusammenhängendes Ganzes konzipiert und von zehn international renommierten Garten- und Landschaftsarchitekten ausgeführt. Dabei sollten die Grenzen zwischen dem angrenzenden Großen Tiergarten und dem neuen Wohnviertel bewusst verwischt werden. In der stadtplanerischen Zielvorgabe heißt es unmissverständlich: „In wenigen Jahren wird das neue Hansaviertel völlig in den Tiergarten eingewachsen sein“. Bereits Peter Joseph Lenné strebte eine Erweiterung des Tiergartens an dieser Stelle an. Die ursprünglich zur Interbau angelegten Grünflächen im Umfeld des Walter-Gropius-Hauses (Abschnitt I) stammen von den Gartenarchitekten Herrmann Mattern (Kassel) und René Pechère (Brüssel). Sie sahen zwischen dem Walter-Gropius-Haus und dem Bau von Pierre Vago einen Spielplatz, ein Rosenrondell und einen Brunnen vor, die heute allesamt nicht mehr vorhanden sind. Die drei heute vor der Südfassade stehenden Eichen und die westlich stehende Linde waren nicht Teil des Grünflächenkonzeptes der Interbau, sondern wurden später ohne Abstimmung mit dem Grünflächenamt aus privater Initiative gepflanzt. Sie verdecken in großen Teilen die Hauptansicht von Süden und Südwesten. Das Gebäude ist deshalb heute nur im Winter im Ganzen zu sehen.

## Kritik
Das Walter-Gropius-Haus wurde rechtzeitig zur Eröffnung der Interbau am 6. Juli 1957 vollendet und erwies sich wie geplant als Publikumsmagnet. Zeitgenössische Pressefotos zeigen lange Besucherschlangen vor den Eingängen, die zu Musterwohnungen führten. Dennoch erfüllte Gropius nicht alle Erwartungen der Fachwelt: Einerseits, weil der gebogene Baukörper mit seiner farbigen, reich differenzierten Fassade und heiter-dekorativen Wirkung im Widerspruch zu der streng funktionalen „weißen Architektur“ des Bauhaus-Meisters zu stehen schien, andererseits enttäuschte die „Wiederverwertung“ der seit der Bauhaus-Zeit erprobten Wohnungsgrundrisse. Die Bauten von Aalto, Vago, Le Corbusier und insbesondere van den Broek/Bakema erfüllten mit Maisonette-Wohnungen und zum Teil komplexen Splitlevel-Grundrissen viel eher die hoch gesteckten Erwartungen an die Interbau '57 als „Experimentierfeld für die moderne, genormte Sozialwohnung“. Eine Bewohnerbefragung durch Grete Meyer-Ehlers 1958/1959 zitierte dagegen zufriedene Bewohner des Gropius-Hauses, die explizit den „altbewährten Grundriss“ lobten.

## Sonstiges
Das Gropius-Haus zierte die Titelseite des Katalogs zum Tag des Offenen Denkmals 2016 in Berlin und wurde im Rahmen der Eröffnungsveranstaltung am 10. September 2016 vorgestellt.